# Teresa (Rizal)
Teresa ist eine philippinische Stadtgemeinde in der Provinz Rizal, in der Verwaltungsregion IV, Calabarzon. Sie hat 57.755 Einwohner (Zensus 1. August 2015), die in 9 Barangays lebten. Sie wird als Gemeinde der zweiten Einkommensklasse auf den Philippinen und als urbanisiert eingestuft.
Teresa liegt im Zentrum der Provinz Rizal. Die Topographie der Gemeinde ist gekennzeichnet durch die südöstlichen Ausläufer der Zentralen Luzon-Ebene und die westlichen Ausläufer der Sierra Madre. Ihre Nachbargemeinden sind Angono im Westen, Antipolo City im Norden, Morong und Binangonan im Süden und Tanay im Osten.

## Baranggays
- Bagumbayan
- Dalig
- Dulumbayan
- May-Iba
- Población
- Prinza
- San Gabriel
- San Roque
- Calumpang Santo Cristo

## Weblink
- Informationen der Philippine Statistics Authority über Teresa